# Personalentwicklung in Schulen
Unter Personalentwicklung im schulischen Bereich werden sämtliche Vorhaben und Tätigkeiten verstanden, welche zur individuellen beruflichen Entwicklung von Lehrpersonen und pädagogischem Personal eingesetzt und durchgeführt werden. Ziel ist es, Lehrkräfte durch geeignete personalentwicklerische Handlungsweisen bestmöglich sowohl auf gegenwärtige als auch auf zukünftige Aufgabenbereiche im schulischen Kontext vorzubereiten. Neben der individuellen Professionalisierung von Lehrern umfasst Personalentwicklung zusätzlich die Personalrekrutierung an Einzelschulen.

## Personalentwicklung und Schulentwicklung

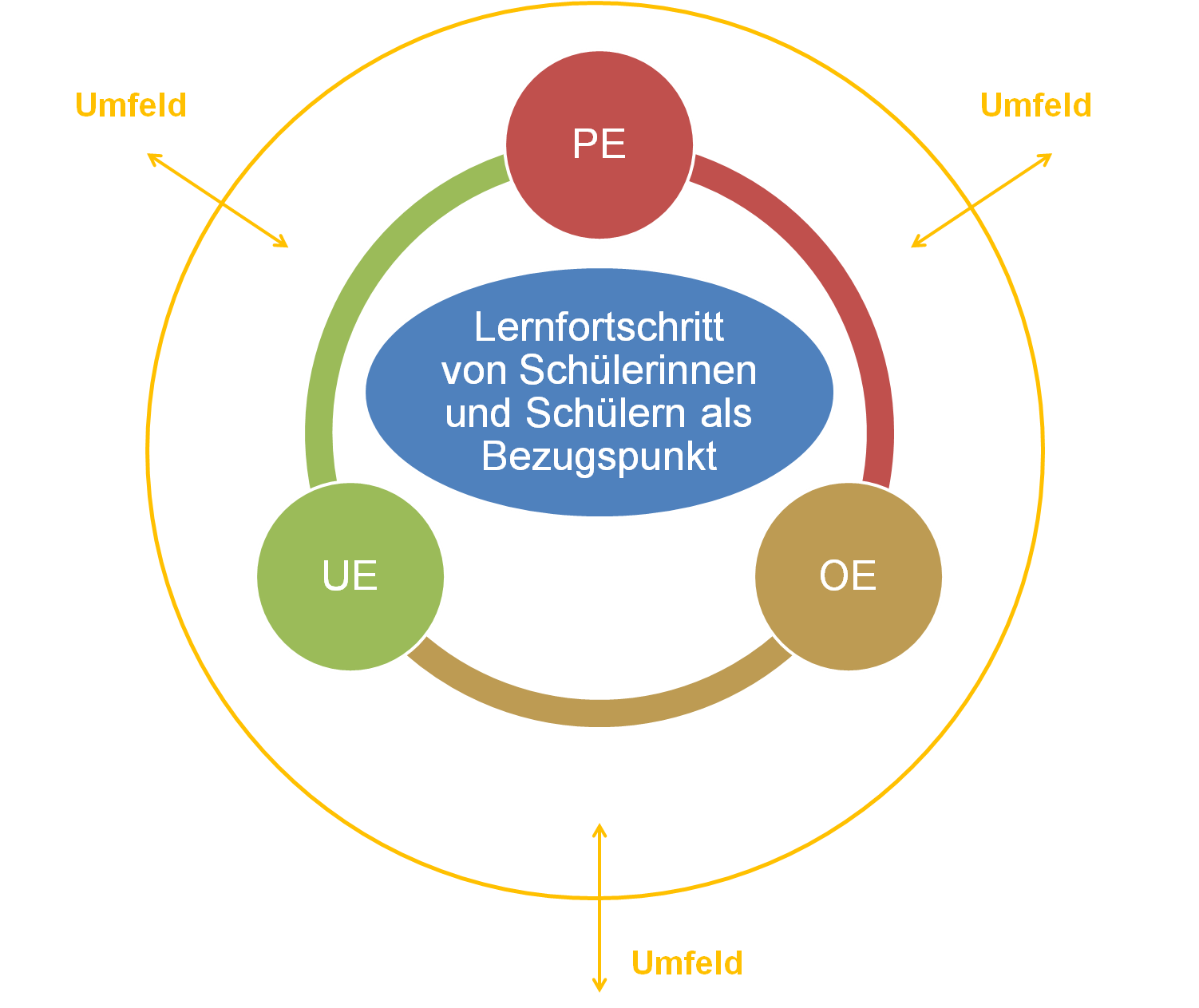
Trias der Schulentwicklung nach: Rolff, H. G. (2010). Eigene Darstellung

Personalentwicklung findet als ein ursprünglich ökonomisch betriebswirtschaftliches Konzept seit einigen Jahren einen immer größer werdenden Einzug in den schulpädagogischen Bereich. Unter anderem sind aufgrund der strukturellen Unterschiede zwischen den Organisationsformen Schule und Unternehmen und den sie beeinflussenden Rahmenbedingungen die Durchführung empirischer Forschung sowie die weitere Etablierung des Entwicklungsfeldes Personalentwicklung im pädagogischen Bereich von großer Bedeutung. Der Organisationscharakter von Schule ist in den 1980er-Jahren im Zuge der Diskussion um die Organisationsentwicklung immer weiter in den Vordergrund gerückt. In diesem Zusammenhang konnte auch festgestellt werden, dass Organisationen nur dann entwicklungsfähig sind, wenn sich alle beteiligten Personen entwickeln. Durch kontinuierlich wachsende Fähigkeiten und Handlungsmöglichkeiten der Mitglieder können organisationale Ziele und Vorhaben erweitert und angepasst werden. Fortschritte von Organisationen können demnach nur dann erfolgreich umgesetzt werden, wenn hinreichende Personalentwicklung in diesen betrieben wird. Qualität von Schule als progressiver Anspruch an das Bildungssystem zielt in erster Linie auf die qualitative Umsetzung guten Unterrichts ab. Anforderungen an Lehrkräfte, Unterrichtsentwicklung zu betreiben, erfordert wiederum gut qualifizierte und motivierte Lehrkräfte. Dieses öffentliche Interesse an der qualitativen Umsetzung von Schule sowie wie auch veränderte Aufgaben für Lehrkräfte und Schulleitungen (z. B. Schulevaluation) verlangen zunehmend Professionalität von diesen. Selbständiger werdende Schulen sind für derartige Problemlösungen wie auch für die Einsetzung und Fortbildung ihres Personals selbst verantwortlich. Erfolg und Qualität pädagogischer Organisationen können demnach auf die Professionalität der einzelnen Mitarbeiter zurückgeführt werden. „Deshalb verstehen wir Schulentwicklung als eine Verknüpfung von Organisationsentwicklung und Personalentwicklung mit dem besonderen Bezugspunkt Unterrichtsentwicklung.“

## Instrumente der Personalentwicklung
Personalentwicklungsinstrumente können den drei Inhaltsbereichen Bildung, Förderung und Organisation zugeordnet werden. Bildung beschreibt Personalentwicklung im engeren Sinne und zielt auf die Vorbereitung von Lehrkräften auf schulinterne Aufgaben (beispielsweise SCHILF-Verantwortliche) ab. Es soll eine selbstständige und kontinuierliche Auseinandersetzung und Bearbeitung mit entsprechender thematischer Aufgabe erzielt werden. Dem Inhaltsbereich der Fördermaßnahmen können Instrumente wie die kollegiale Hospitation, welche der individuell beruflichen Entwicklung einzelner Lehrkräfte dienlich sein soll, zugeordnet werden. Unter Personalentwicklung im weiten Sinne versteht Becker die organisationale Entwicklung einer Schule wie beispielsweise eine ausgeprägte Teamentwicklung oder auch das Management von Wissen im Kollegium.
Instrumente der Personalentwicklung dienen sowohl der persönlichen Entwicklung der Organisationsmitglieder (z. B. Lehrkräfte, Schulleitungen) als auch der Entwicklung von Teamkompetenzen. Unter dem Konstrukt der persönlichen Entwicklung ist in schulpädagogischen Berufen neben der Entwicklung individueller beruflicher Kompetenzen häufig auch die Persönlichkeitsentwicklung mit einbezogen. Um auch dieser menschlichen Komponente gerecht zu werden, ist die Personalbeurteilung als entscheidendes Teilgebiet der Personalentwicklung nicht wegzudenken. Schulentwicklung erfolgsbringend und sinnvoll durchzuführen, bedingt unter anderem zielorientierte Maßnahmenergreifung im Bereich der Personalentwicklung. Um dies zu gewährleisten, gibt es eine Reihe von Instrumenten:
- Beratung
- Coaching/Supervision
- kollegiale Hospitation
- kollegiales Unterrichtscoaching[9]
- Teamteaching
- Mitarbeitergespräche (MAG)
- Zielvereinbarungen
- Mentoring
- individuelle interne und externe Fortbildungen
- SCHILF / Pädagogischer Tag
- Wissensmanagement
- Laufbahnberatung
- Selbstevaluation/Fremdevaluation
- Professionelle Lerngemeinschaften[10]

## Schulleitungsrolle in der Personalentwicklung
Anhand des Innovations-, Organisations- und Personalmanagement-Modells (IOP-Modell) zur Führung von Schulen nach Thom & Ritz können neben äußeren Einflussfaktoren auch wichtige Voraussetzungen für die Personalentwicklung an Schulen erklärt werden. Um Entwicklungen im Bildungswesen zu ermöglichen, ist eine integrative Perspektive, welche sowohl das soziale System Schule als auch alle beteiligten Ebenen und Akteure mit einbindet, von enormer Wichtigkeit. Das IOP-Modell kann in diesem Zusammenhang bei der Einbettung empirischer Ergebnisse in größere Wirkungszusammenhänge herangezogen werden.
Die Einordnung einer Vielzahl innerer und äußerer Einflüsse auf die Personalentwicklung im IOP-Modell kann Schulleitungen und Lehrkräfte bei der Analyse komplexer Führungsverantwortungen Unterstützung bieten. Auch kann so eine reflexive Untersuchung des eigenen Führungshandelns ermöglicht werden. Als zentrales Verbindungselement im IOP-Modell und Vermittlerin zwischen beteiligten Akteuren (z. B. Schulamt und Lehrkräfte) ist es Aufgabe von Schulleitungen Personalentwicklung sowohl auf strategischer (Zusammenarbeit mit Schulaufsicht) als auch auf operativer Ebene (Einzelschule) umzusetzen. Schulleitungen als wichtiger Bedingungsfaktor von Effektivität und Effizienz einer Schule werden als zentrale Voraussetzung für eine gelingende Schulentwicklung und in diesem Zusammenhang sowohl als Bindeglied zwischen verschiedenen Ebenen des Schulsystems als auch als treibende Kraft für innerschulische Innovationsprozesse gesehen. In diesem Zusammenhang übernehmen Schulleitungen sowohl Management- als auch Führungsaufgaben im schulischen Bereich. Nach Scharmers „Theorie U“ müssen Schulleitungen im Bereich der Schulentwicklung über vier wesentliche Kompetenzen und Lösungsansätze verfügen:
Um in schulalltäglichen Situationen schnell und zufriedenstellend agieren zu können, sind routinierte Verfahren von großer Bedeutung. Um Bildungsprozesse im Sinne des Wissens- und Kompetenzerwerbs erfolgreich gestalten zu können, ist eine Verknüpfung und Abstimmung individueller Lehrerhandlungen und das Erreichen eines allgemeinen schulischen Konsenses durch die Schulleitung unabdingbar. Die dritte Kompetenz nach Scharmer umfasst das soziale Miteinander von Lehrkräften, Lernenden und Eltern. Um eine erfolgreiche Zusammenarbeit aller Beteiligten zu ermöglichen, ist es dienlich, diese soziale Komplexität zu überblicken und gegebenenfalls zu steuern. Als wichtigste Komponente der „Theorie U“ wird das Zukunftspotential angeführt. Das Ernten und Nutzen von Erfahrungen aus Vergangenem schafft im Schulalltag eine gewisse Routine und Sicherheit. Jedoch ist eine Weiterentwicklung des Gesamtsystems Schule nur dann möglich, wenn die Herausforderung angenommen wird, zukünftige Denkmuster in gegenwärtige Handlungen mit einzubeziehen.